# The Organ
The Organ war eine fünfköpfige kanadische Post-Punk-Band, die von 2001 bis 2006 bestand.

## Geschichte
Die Band wurde 2001 in Vancouver, British Columbia, von Katie Sketch (Gesang), Jenny Smyth (Keyboard), Sarah Efron (Bass), Debora Cohen (Gitarre) und Shelby Stocks (Schlagzeug) gegründet.
Katie Sketch, bürgerlicher Name Katie Ritchie, Jenny Smyth und Sarah Efron hatten zuvor bereits in der Band Full Sketch mitgewirkt, die ausschließlich Instrumentalmusik spielte.
2002 veröffentlichte die Band die eigenproduzierte EP Sinking Hearts. Im selben Jahr verließ Efron die Band und Ashley Webber übernahm den Bass.
2003 schloss die Band einen Plattenvertrag mit den kanadischen Musiklabels Mint Records und 604 Records ab.
Die Aufnahmen für das Debütalbum wurden zunächst von Kurt Dahle, ehemaliges Mitglied der Musikgruppe The New Pornographers, verantwortet. Da der Band das Ergebnis nicht gefiel, wurden die Titel noch einmal neu eingespielt.
2004 erschien dann das Studioalbum Grab That Gun in Kanada und den Vereinigten Staaten. 2006 folgte die Veröffentlichung in Europa.
Nach Konzerten in ihrer Heimat und den Vereinigten Staaten spielten The Organ 2005 ihre erste Tournee in Großbritannien und 2006 in Deutschland.
Ende 2005 verließ Bassistin Ashley Webber die Band, an ihre Stelle trat Shmoo Ritchie, die Schwester von Katie Sketch.
Im Dezember 2006 gab die Band die Auflösung bekannt.
2008 erschien die EP Thieves mit sechs Titeln. Diese Titel hatte die Band bereits vor ihrer Auflösung auf den Konzerten gespielt. Die Studioaufnahmen für die EP fanden nach der offiziellen Auflösung im Frühjahr 2007 statt.

## Diskografie
Studioalben
- 2004: Grab That Gun

EPs
- 2002: Sinking Hearts
- 2008: Thieves